# Thottea duchartrei

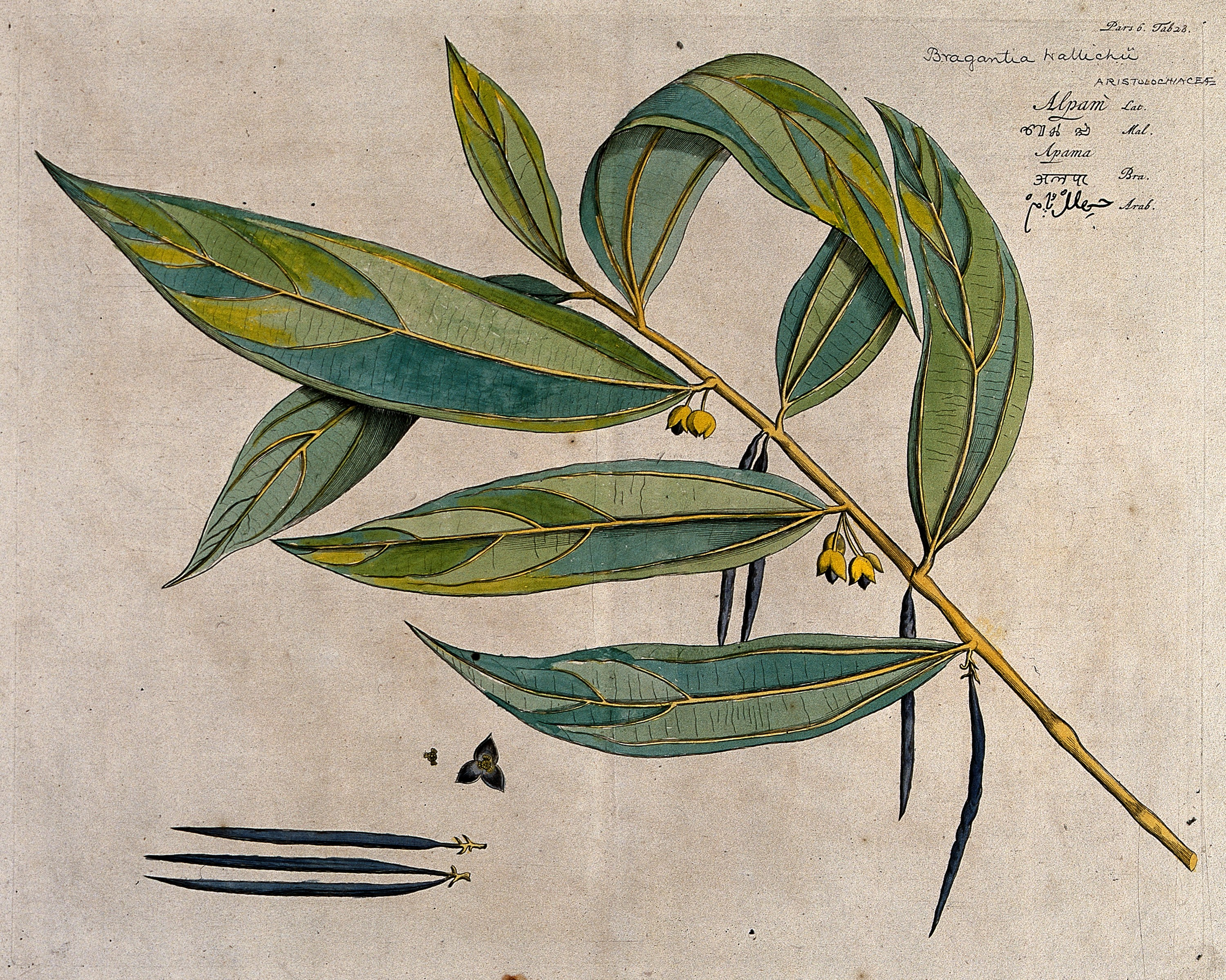
Thottea duchartrei.

Thottea duchartrei är en piprankeväxtart som beskrevs av V.V. Sivarajan, A. Babu & Indu Balachandran. Thottea duchartrei ingår i släktet Thottea och familjen piprankeväxter. Inga underarter finns listade i Catalogue of Life.